# 褐毛稠李
褐毛稠李是蔷薇科李属的植物，是中国的特有植物。分布于中国大陆的四川等地，生长于海拔2,900米的地区，多生长于密林缘、山坡或水沟旁。